# A Harmadik Birodalomban a zsidók által viselhető utónevek listája
A Harmadik Birodalom hivatalos állami politikájának része volt a zsidók üldözése. Ennek keretében 1939. január 1-jén életbe lépett egy névváltoztatási rendelet (német köznyelvi elnevezéssel Namensänderungsverordnung, teljes hivatalos címén Zweite Verordnung zur Durchführung des Gesetzes über die Änderung von Familiennamen und Vornamen, magyarul „A család- és utónevek megváltoztatásáról szóló törvény második végrehajtási rendelete”), amely előírta, hogy zsidók csak a belügyminiszter által kiadott irányelvben szereplő utóneveket kaphatták. Azok a zsidók, akiknek nem volt a listán szereplő utóneve, kötelesek voltak az Israel illetve a Sara utónevet felvenni, és hivatalos ügyeik során használni. Az alábbi lista az irányelvben szereplő zsidó utóneveket sorolja föl.

## Férfinevek
Abel, Abieser, Abimelech, Abner, Absalom, Ahab, Ahasja, Ahasver, Akiba, Amon, Anschel, Aron, Asahel, Asaria, Ascher, Asriel, Assur, Athalja, Awigdor, Awrum;
Bachja, Barak, Baruch, Benaja, Berek, Berl, Boas, Bud;
Chaggai, Chai, Chajin, Chamor, Chananja, Chanoch, Chaskel, Chawa, Chiel;
Dan, Denny;
Efim, Efraim, Ehud, Eisig, Eli, Elias, Elihu, Eliser, Eljakim, Elkan, Enoch, Esau, Esra, Ezechiel;
Faleg, Feibisch, Feirel, Feitel, Feiwel, Feleg;
Gad, Gdaleo, Gedalja, Gerson, Gideon;
Habakuk, Hagai, Hemor, Henoch, Herodes, Hesekiel, Hillel, Hiob, Hosea;
Isaac, Isai, Isachar, Isboseth, Isidor, Ismael, Israel, Itzig;
Jachiel, Jasse, Jakar, Jakusiel, Jecheskel, Jechiel, Jehu, Jehuda, Jehusiel, Jeremia, Jerobeam, Jesaja, Jethro, Jistach, Jizack, Joab, Jochanan, Joel, Jomteb, Jona, Jonathan, Josia, Juda;
Kainan, Kaiphas, Kaleb, Korach;
Laban, Lazarus, Leew, Leiser, Levi, Lewek, Lot, Lupu;
Machol, Maim, Malchisua, Maleachi, Manasse, Mardochai, Mechel, Menachem, Moab, Mochain, Mordeschai, Mosche, Moses;
Nachschon, Nachum, Naftali, Nathan, Naum, Nazary, Nehab, Nehemia, Nissim, Noa, Nochem;
Obadja, Orew, Oscher, Osias;
Peisach, Pinchas, Pinkus;
Rachmiel, Ruben;
Sabbatai, Sacher, Sallum, Sally, Salo, Salomon, Salusch, Samaja, Sami, Samuel, Sandel, Saudik, Saul, Schalom, Schaul, Schinul, Schmul, Schneur, Schoachana, Scholem, Sebulon, Semi, Sered, Sichem, Sirach, Simson;
Teit, Tewele;
Uri, Uria, Uriel;
Zadek, Zedekia, Zephania, Zeruja, Zewi.

## Női nevek
Abigail;
Baschewa, Beile, Bela, Bescha, Bihri, Bilha, Breine, Briewe, Brocha;
Chana, Chawa, Cheiche, Cheile, Chinke;
Deiche, Dewaara, Driesel;
Egele;
Fangel, Feigle, Feile, Fradchen, Fradel, Frommet;
Geilchen, Gelea, Ginendel, Gittel, Gole;
Hadasse, Hale, Hannacha, Hitzel;
Jachet, Jachewad, Jedidja, Jente, Jezabel, Judis, Jyske, Jyttel;
Keile, Kreindel;
Lane, Leie, Libsche, Libe, Liwie;
Machle, Mathel, Milkele, Mindel;
Nacha, Nachme;
Peirche, Peßchen, Pesse, Pessel, Pirle;
Rachel, Rause, Rebekka, Rechel, Reha, Reichel, Reisel, Reitzge, Reitzsche, Riwki;
Sara, Scharne, Scheindel, Scheine, Schewa, Schlämche, Semche, Simche, Slowe, Sprinze;
Tana, Telze, Tirze, Treibel;
Zerel, Zilla, Zimle, Zine, Zipora, Zirel, Zorthel.